# Jakob Hock
Jakob Hock (* 31. Oktober 1831 in Prag; † 2. Februar 1890 in Wien) war ein österreichischer Augenarzt.
Hock studierte Medizin an der Universität Wien mit der Promotion zum Dr. med. 1861 und war danach Sekundararzt bei Eduard Jaeger von Jaxtthal in der Augenabteilung des Allgemeinen Krankenhauses in Wien. Ab 1866 ließ er sich mit einer Praxis als Arzt in Wien nieder und war 1871/72 Gründungsmitglied der Allgemeinen Poliklinik. 1872 habilitierte er sich (er war Privatdozent an der Universität Wien) und leitete danach die Augenabteilung der Allgemeinen Poliklinik. Er operierte auch am Rothschildspital und Blindeninstitut auf der Hohen Warte. 1882 gründete er eine eigene Augenklinik, hatte damit aber wenig Erfolg. 

## Werke
- Beiträge zu Albert Eulenburgs Real-Encyclopädie der gesammten Heilkunde. Erste Auflage. 
  - Band 1 (1880) (Digitalisat), S. 428–433: Aphakie; S. 605–609: Augenmuskelkrämpfe; S. 609–634: Augenmuskellähmungen; S. 637–656: Augenverletzungen
  - Band 3 (1880) (Digitalisat), S. 32–78: Cataracta; S. 628–630: Dacryoadenitis; S. 630–631: Dacryops
  - Band 5 (1881) (Digitalisat), S. 144–153: Exophthalmie
  - Band 9 (1881) (Digitalisat), S. 674–682: Nystagmus
  - Band 10 (1882) (Digitalisat), S. 193–207: Orbita
  - Band 11 (1882) (Digitalisat), S. 167–169: Ptosis
  - Band 13 (1883) (Digitalisat), S. 170–199: Strabismus; S. 529–541: Tränensackleiden